# 布袋事件
布袋事件，1946年7月18日在舊臺南縣布袋嘴（位於今嘉義縣布袋鎮），因為當地防疫管制糾紛而引發警察開槍傷人的一起警民衝突:235，造成平民死亡1人重傷1人、警察重傷1人。是國民政府統治台灣初期所發生具有代表性的重大事件之一，與同年發生的新營事件、員林事件，並稱1946年三大社會事件。

## 背景
布袋嘴是個歷史悠久的漁港，距廈門、福州、汕頭的距離都相當近，自明鄭時期即是台灣對大陸重要的對口港。1945年10月國民政府接收台灣以後，布袋嘴立刻開始與大陸通商，航運發達，當時廈門、東山、汕頭來臺船隻為躲避高雄港、安平港等管制手續，多至此入港，因地方武力薄弱、治安欠佳，常有武裝走私者。

## 過程
1946年6月21日，布袋開始出現霍亂病例，一週內28例26死，同月27日臺南縣長袁國欽親至布袋港訓令派出所與公所進行大掃除、疫苗注射、加強港口檢疫，要求船隻必須停泊一週才可登陸，但月底死亡人數增加到三十多人，當局決定加強管制:233。
7月4日，臺南縣衛生院派4名人員至該地防疫，判定傳染途徑是來往於布袋嘴港的船隻，決定嚴格檢查出入當地的船客，並斷絕當地對外的交通往來。當天北港區前往臺南的進香民眾經過布袋時，民眾與宋江陣以神明良辰吉時為由，與布袋防疫隊、義務警察以及東石區警察所長衝突，連警察所長都負傷。:235
當地耆老表示，當年布袋對外進出道路只有一條太平路，在2003年時的統聯客運所在之處分叉，向西直通碼頭，往其他方向不是鹽田就是魚塭，所以當時警察鎮守在該處管制庄民進出，連港口也不能出去，一位退休的老鹽務表示，當時雖有管制但老百姓還是有辦法繞道從鹽田或魚塭堤岸進出:236；朴子日新文化協會理事長陳俊哲指出，當時封城以草繩作為封鎖線。
7月18日，布袋鄉民蔡生活因要買食糧想出管制區，警員制止通告蔡若違規將扣押，兩人發生口角，警員開槍恐嚇，誤中鄉民蔡朝論右足，蔡朝論流血過多，送至上池治療中死亡，曾文千受重傷亦到上池醫院治療，該警員被鄉民打到重傷:235-236。鄉民包圍警局與鄉公所，投擲石塊瓦片，後經區長與警所長協調，答應民眾要求，撤除布袋嘴出入口的管制，才平息民怨，但防疫卻形成無所管制的狀態:235-236:153-154。
之後臺南縣衛生院撥10萬元救濟布袋封鎖區內的貧苦民眾，台南縣政府再撥10萬元為布袋防疫費用，縣府再派遣醫師協助東石區署防疫，疫情到了7月25日才平息，統計前後共發生霍亂病人129名。

## 鍾逸人的說法
時《和平日報》嘉義區負責人鍾逸人1990年在《二二八前臺灣社會的三大事件》指布袋嘴警察派出所的所長調派警察荷槍實彈和義警進駐，並在當地設置哨點，封鎖所有路口，出入需要進行檢疫。由於布袋嘴是個小漁港，並不生產民生物資，需仰賴外地供給，警方的圍堵造成居民恐慌。為了生活，有人賄絡警察，進出封鎖線採買購物，但沒有行賄者進出則遭警員阻擋。一些民眾不服逕自衝出封鎖線，不料看守的員警竟直接以輕機槍掃射，造成數位民眾負傷倒地；鍾逸人在回憶錄中又提到：「一些有辦法的人還是會鑽漏洞，悄悄跑出來買米、買柴回來，一些沒有錢又沒有管道的人，便眼睜睜看著有辦法的人進進出出，把一袋又一袋的米搬進來，反顧自己，只有挨餓受飢，等著死神降臨的份。」、「這些求生不得，坐等只有死路一條的飢民，終於不顧一切集體衝破防線，接著，槍聲和慘絕的哀嚎叫聲齊響宛如阿修羅場。」。:153-154。
學者鄭志敏指鍾逸人在該文的說法，某些細節與當時報紙的報導有出入，應特別注意:236:153-154。
鍾逸人當時人在嘉義，聽到風聲後立刻派記者前往調查，訪問了東石區署蔣重鼎區長和警察所長黃所長，隨後《和平日報》刊出相關獨家報導。蔣區長和黃所長雙雙否認該報導，要求報社更正。鍾逸人與報社東石區負責人，朴子鎮副鎮長張榮宗，親自再到現場調查。訪問了4位受害者和2位目擊者，並找出子彈請人鑑定，證實是機槍子彈。隔日《和平日報》再度大幅報導事件調查結果。後鍾逸人受到朴子出身的新竹縣長劉啟光的「關切」，承受不少壓力。

## 外部連結
- 范燕秋.布袋事件[永久]，線上台灣歷史辭典